# Alan Blackburn
Alan Blackburn (4 tháng 8 năm 1935 – tháng 1 năm 2014) là một cầu thủ bóng đá người Anh. Ông thi đấu ở vị trí outside-left cho West Ham United và Halifax Town từ 1954 đến 1961, có tổng cộng 139 lần ra sân tại Football League. Blackburn mất tháng 1 năm 2014.